# Frank de Boer
Franciscus "Frank" de Boer (pronunție în neerlandeză [ˈfrɑŋk də.ˈbuːr]; n. 15 mai 1970, Hoorn, Olanda de Nord, Țările de Jos) este un fost fotbalist neerlandez. El și-a petrecut cea mai mare parte a carierei sale de jucător evoluând la Ajax și Barcelona. După încheierea carierei de jucător, el a devenit antrenor al echipei de tineret a Ajaxului iar apoi a devenit antrenorul secund al lui Bert van Marwijk la naționala Olandei. Din 7 august 2016 Frank de Boer a fost antrenor principal la Inter Milano. În 2013, De Boer a primit Premiul Rinus Michels ca antrenor al anului în Țările de Jos, după ce a condus Ajax spre cel de-al treilea titlu consecutiv în Eredivisie. Din 2020 până în 2021 a fost antrenorul echipei naționale de fotbal a Țărilor de Jos.

## Palmares

### Ca jucător
Ajax
- Eredivisie (5):1989–90, 1993–94, 1994–95, 1995–96, 1997–98
- KNVB Cup (2): 1992–93, 1997–98
- Johan Cruijff Shield (3): 1993, 1994, 1995
- UEFA Champions League (1): 1994–95
- Cupa UEFA (1): 1991–92
- Supercupa Europei (1): 1995
- Cupa Intercontinentală (1): 1995

Barcelona
- La Liga (1): 1998–99

### Ca antrenor
Ajax
- Eredivisie (3): 2010–11, 2011–12, 2012–13
- Johan Cruijff Shield (1): 2013

#### Ca antrenor secund
Naționala Olandei
- Campionatul Mondial de Fotbal

Finalist (1): 2010

### Individual
- Amsterdamse coach van het jaar (De Fanny) : 2012
- Rinus Michels Award: 2013
- JFK's Greatest Man Award: 2013[5]

## Statistici carieră

### Ca jucător
| Sezon         | Club          | Campionat          | Meciuri   | Goluri    | Meciuri                 | Goluri                  | Meciuri             | Goluri              | Meciuri | Goluri | Meciuri | Goluri |
| Țările de Jos | Țările de Jos | Țările de Jos      | Campionat | Campionat | KNVB Cup                | KNVB Cup                | Cupa Ligii          | Cupa Ligii          | Europa  | Europa | Total   | Total  |
| ------------- | ------------- | ------------------ | --------- | --------- | ----------------------- | ----------------------- | ------------------- | ------------------- | ------- | ------ | ------- | ------ |
| 1988–89       | Ajax          | Eredivisie         | 27        | 0         |                         |                         |                     |                     |         |        | 27      | 0      |
| 1989–90       | Ajax          | Eredivisie         | 25        | 0         | 4                       | 0                       |                     |                     | 1       | 0      | 30      | 0      |
| 1990–91       | Ajax          | Eredivisie         | 34        | 1         | 0                       | 0                       |                     |                     |         |        | 34      | 1      |
| 1991–92       | Ajax          | Eredivisie         | 30        | 1         | 0                       | 0                       |                     |                     | 12      | 0      | 42      | 1      |
| 1992–93       | Ajax          | Eredivisie         | 34        | 3         | 1                       | 0                       |                     |                     | 8       | 1      | 43      | 2      |
| 1993–94       | Ajax          | Eredivisie         | 34        | 1         | 4                       | 2                       | 1                   | 1                   | 6       | 1      | 45      | 5      |
| 1994–95       | Ajax          | Eredivisie         | 34        | 9         | 2                       | 0                       | 1                   | 0                   | 10      | 2      | 47      | 11     |
| 1995–96       | Ajax          | Eredivisie         | 32        | 3         | 0                       | 0                       | 1                   | 1                   | 9       | 1      | 44      | 5      |
| 1996–97       | Ajax          | Eredivisie         | 32        | 4         | 0                       | 0                       | 1                   | 0                   | 9       | 0      | 44      | 3      |
| 1997–98       | Ajax          | Eredivisie         | 31        | 5         | 5                       | 2                       |                     |                     | 8       | 2      | 44      | 9      |
| 1998–99       | Ajax          | Eredivisie         | 15        | 3         | 1                       | 0                       |                     |                     | 6       | 0      | 32      | 3      |
| Spania        | Spania        | Spania             | Campionat | Campionat | Copa del Rey            | Copa del Rey            | Supercopa de España | Supercopa de España | Europa  | Europa | Total   | Total  |
| 1998–99       | FC Barcelona  | La Liga            | 19        | 2         | 4                       | 2                       |                     |                     |         |        | 23      | 4      |
| 1999–2000     | FC Barcelona  | La Liga            | 22        | 0         | 7                       | 0                       | 2                   | 0                   | 12      | 2      | 43      | 2      |
| 2000–01       | FC Barcelona  | La Liga            | 34        | 3         | 7                       | 1                       |                     |                     | 11      | 1      | 52      | 5      |
| 2001–02       | FC Barcelona  | La Liga            | 34        | 0         |                         |                         |                     |                     | 13      | 0      | 47      | 1      |
| 2002–03       | FC Barcelona  | La Liga            | 35        | 0         | 1                       | 0                       |                     |                     | 14      | 3      | 50      | 3      |
| Turcia        | Turcia        | Turcia             | Campionat | Campionat | Türkiye Kupası          | Türkiye Kupası          | Cupa Ligii          | Cupa Ligii          | Europa  | Europa | Total   | Total  |
| 2003–04       | Galatasaray   | Super League       | 15        | 1         | 0                       | 0                       | 0                   | 0                   | 6       | 0      | 23      | 1      |
| Scoția        | Scoția        | Scoția             | Campionat | Campionat | Cupa Scoției            | Cupa Scoției            | Cupa Ligii Scoției  | Cupa Ligii Scoției  | Europa  | Europa | Total   | Total  |
| 2003–04       | Rangers       | Premier League     | 15        | 2         | 1                       | 0                       | 1                   | 0                   |         |        | 17      | 2      |
| Qatar         | Qatar         | Qatar              | Campionat | Campionat | Cupa Emirului Qatarului | Cupa Emirului Qatarului | Cupa Ligii          | Cupa Ligii          | Asia    | Asia   | Total   | Total  |
| 2004–05       | Al-Rayyan     | Qatar Stars League | 16        | 5         |                         |                         |                     |                     |         |        | 16      | 5      |
| 2005–06       | Al-Shamal     | Qatar Stars League | 1         | 0         |                         |                         |                     |                     |         |        | 1       | 0      |
| Total         | Țările de Jos | Țările de Jos      | 328       | 30        | 17                      | 4                       | 4                   | 2                   | 69      | 8      | 418     | 44     |
| Total         | Spania        | Spania             | 144       | 5         | 19                      | 3                       | 2                   | 0                   | 50      | 6      | 215     | 14     |
| Total         | Turcia        | Turcia             | 15        | 1         | 0                       | 0                       | 0                   | 0                   | 6       | 0      | 21      | 1      |
| Total         | Scoția        | Scoția             | 15        | 2         | 1                       | 0                       | 1                   | 0                   |         |        | 17      | 2      |
| Total         | Qatar         | Qatar              | 17        | 5         |                         |                         |                     |                     |         |        | 17      | 5      |
| Total carieră | Total carieră | Total carieră      | 519       | 43        | 37                      | 7                       | 7                   | 2                   | 125     | 13     | 688     | 66     |

### Internațional
| Țările de Jos | Țările de Jos | Țările de Jos |
| An            | Apariții      | Goluri        |
| ------------- | ------------- | ------------- |
| 1990          | 3             | 0             |
| 1991          | 2             | 1             |
| 1992          | 7             | 0             |
| 1993          | 7             | 0             |
| 1994          | 14            | 0             |
| 1995          | 6             | 0             |
| 1996          | 5             | 1             |
| 1997          | 6             | 3             |
| 1998          | 15            | 1             |
| 1999          | 7             | 0             |
| 2000          | 13            | 4             |
| 2001          | 6             | 1             |
| 2002          | 7             | 1             |
| 2003          | 10            | 1             |
| 2004          | 4             | 0             |
| Total         | 112           | 13            |

### Ca antrenor
La 22 October 2013..
| Echipa        | Început         | Sfârșit       | Competiție | Record | Record | Record | Record | Record | Record | Record | Record |
| Echipa        | Început         | Sfârșit       | Competiție | G      | W      | D      | L      | GF     | GA     | GD     | Win %  |
| ------------- | --------------- | ------------- | ---------- | ------ | ------ | ------ | ------ | ------ | ------ | ------ | ------ |
| Ajax          | 6 December 2010 | Prezent       | Eredivisie | 95     | 63     | 22     | 10     | 235    | 90     | +145   | 66,32  |
| Ajax          | 6 December 2010 | Prezent       | KNVB Cup   | 13     | 10     | 0      | 3      | 37     | 16     | +21    | 76,92  |
| Ajax          | 6 December 2010 | Prezent       | Europa     | 24     | 8      | 4      | 12     | 27     | 38     | −11    | 33,33  |
| Ajax          | 6 December 2010 | Prezent       | Other      | 3      | 1      | 0      | 2      | 6      | 8      | −2     | 33,33  |
| Ajax          | 6 December 2010 | Prezent       | Total      | 135    | 82     | 26     | 27     | 305    | 152    | +153   | 60,74  |
| Career totals | Career totals   | Career totals | League     | 95     | 63     | 22     | 10     | 235    | 90     | +145   | 66,32  |
| Career totals | Career totals   | Career totals | Cup        | 13     | 10     | 0      | 3      | 37     | 16     | +21    | 76,92  |
| Career totals | Career totals   | Career totals | Europa     | 24     | 8      | 4      | 12     | 27     | 38     | −11    | 33,33  |
| Career totals | Career totals   | Career totals | Other      | 3      | 1      | 0      | 2      | 6      | 8      | −2     | 33,33  |
| Career totals | Career totals   | Career totals | Total      | 135    | 82     | 26     | 27     | 305    | 152    | +153   | 60,74  |